# 湿生千里光
湿生千里光（学名：Tephroseris palustris）为菊科狗舌草属的植物。分布于除格陵兰及欧洲西北部外、在世界各国均有分布以及中国大陆的内蒙古、黑龙江、河北等地，生长于海拔580米至1,020米的地区，见于潮湿地、沼泽和水池边，目前尚未由人工引种栽培。

## 异名
- Senecio arcticus Rupr.